# Walging

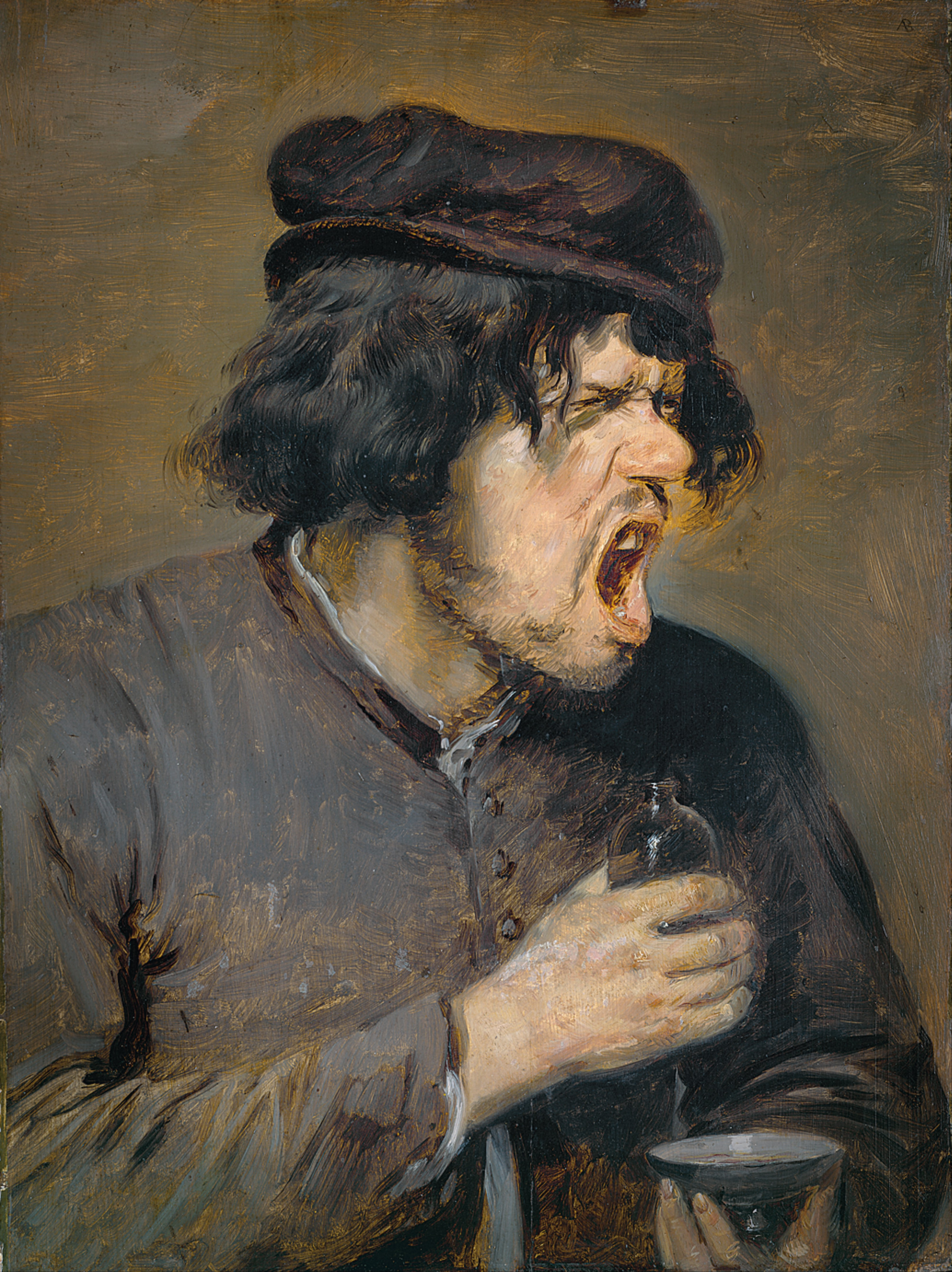
Adriaen Brouwer: De bittere drank

Walging, afkeer, weerzin of aversie is een emotie die wordt geassocieerd met dingen die ervaren worden als onhygiënisch, onaanvaardbaar, oneetbaar of op een andere manier weerzinwekkend. De emotie treedt op bij confrontatie met die zaken door middel van gehoor, smaak, reuk of zicht. Walging is verder onder te verdelen in fysieke walging (bij confrontatie met bijvoorbeeld iets smerigs) en morele walging (bij confrontatie met iets dat tegen de persoonlijke moraal ingaat). Fysieke walging is vaak universeler te definiëren dan morele walging, daar elke cultuur andere morele standaarden heeft.
Volgens Robert Plutchiks theorie van emoties is walging een van de basisemoties die men kent. De emotie wordt vaak geuit door een kenmerkende gelaatsexpressies, die door Paul Ekman wordt geclassificeerd als een van de zes universele gelaatsexpressies.
Het ervaren van walging is vaak gepaard met een fysiologische reactie, bijvoorbeeld een verlaging van hartslag en verhoging van hartslagvariabiliteit bij walging over lichaamswonden. Bij walging over lichaamsafval (bijvoorbeeld snot, braaksel, en ontlasting) is met name de maag is actief in een patroon dat "proto-nausea" genoemd wordt. Dit patroon kan gemeteren worden met elektro-gastrografie, en wordt gekenmerkt door een verlaagde invloed van de normogastrische frequentieband (~3 herhalingen per minuut) en soms met een verhoging van de bradygastrische (1-2 herhalingen per minuut) en/of tachygastrische banden (4-10 herhalingen per minuut). Het tegenovergestelde kan ook aangetoond worden: onder de invloed van het anti-emeticum domperidon, dat maagritme normaliseert, tonen mensen minder walgingsontwijkend gedrag.
Vrouwen geven vaak aan gevoeliger te zijn voor walging dan mannen, maar dit leidt niet per se tot een verschil in walgingsontwijkend gedrag. Kinderen zijn over het algemeen minder gevoelig voor walging dan volwassenen. Kinderen geven pas blijk van walging als zij 5 tot 7 jaar oud zijn, en vertonen zelfs daarna (5-13 jaar) nog geen proto-nausea ofschoon ze wel al volwassen walgingsontwijkend gedrag vertonen.
Onderzoek door middel van Functionele MRI heeft aangetoond dat bij mensen die walging ervaren vooral de insula actief is, hoewel dit niet altijd gevonden wordt en andere hersengebieden ook bij lijken te dragen.